# William E. Plimpton
Pour les articles homonymes, voir Plimpton.
William Edwin Plimpton, né le 23 mai 1853 dans le Michigan, est un peintre américain.

## Œuvres
On lui doit quelques portraits et des paysages :
- A woman walking down a rural path at sunset, 1890
- The fishing lesson, 1892
- Étaples, 1894[2]
- Village at night, 1898
- Houses in the valley, 1898
- Sheep by home, 1901
- The Return Home, 1927
- Landscape with cows
- Sheep at dusk
- Sunset along river landscape
- Before the ball
- Landscape at dawn
- Early moring
- The voice of Autumn
- Landscape at dusk
- Close of day
- Forest stream
- Woman walking down a rural path at sunset

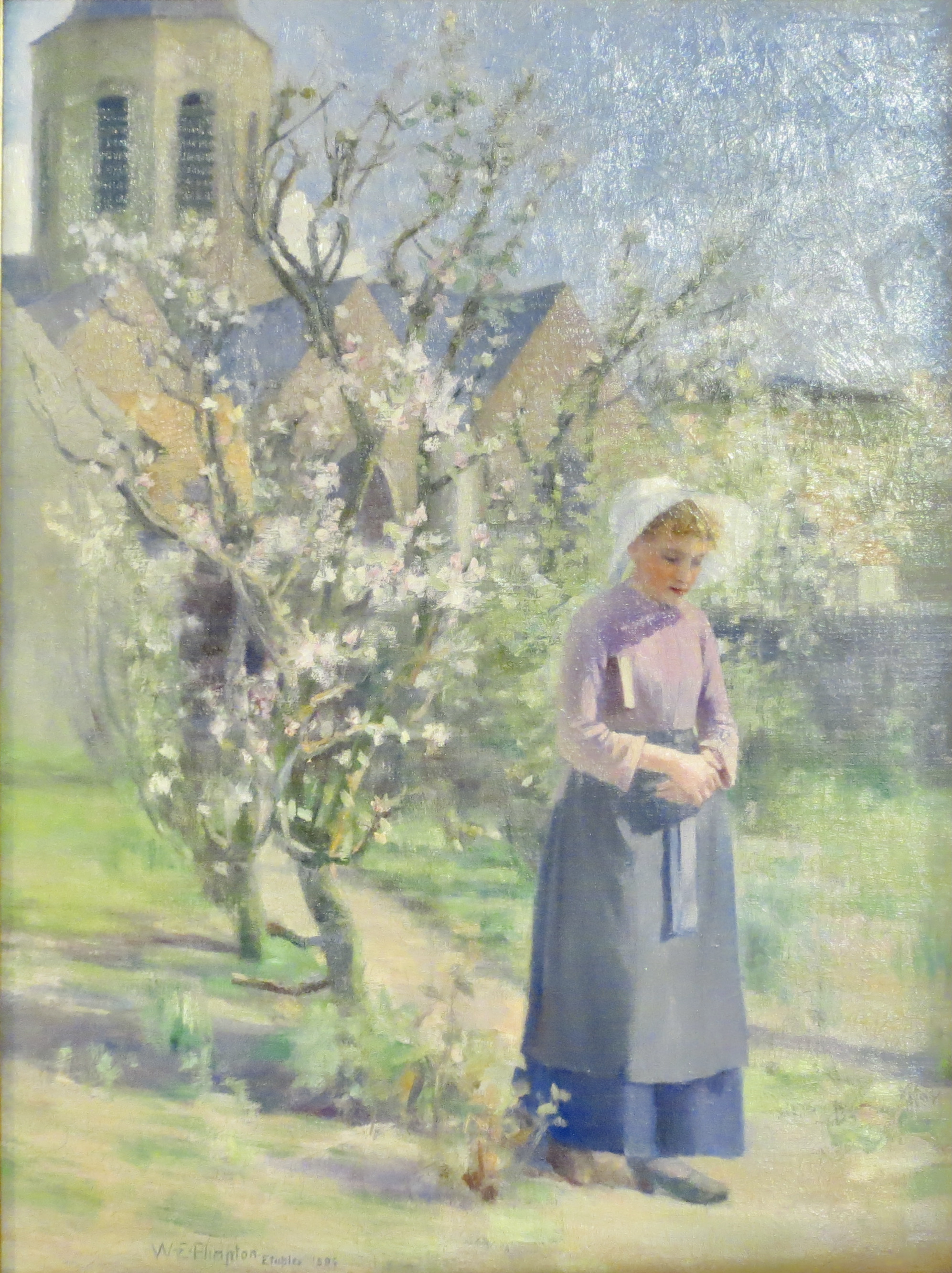
Étaples, 1894.